# Murani, Timiș
Murani este un sat în comuna Pișchia din județul Timiș, Banat, România.

## Personalități
- Ghenadie Popescu (17 aprilie 1808 - ?), teolog, profesor.
- Marius Munteanu (1920 - 2005) poet român în grai bănățean.
- Nicolae Vulpe (1876 - 1951), deputat în Marea Adunare Națională de la Alba Iulia 1918

## Legături externe

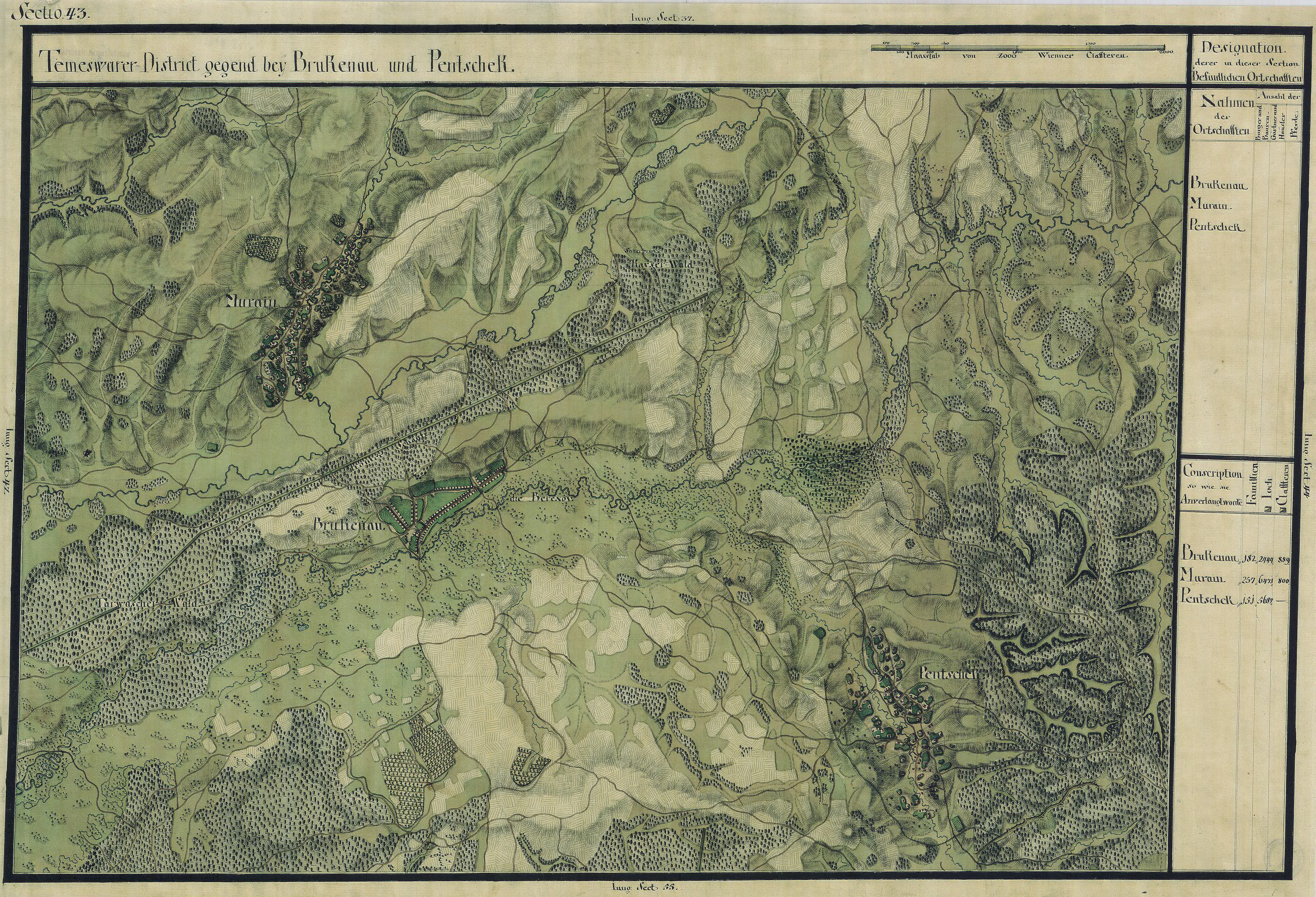
Murani în Harta Iosefină a Banatului, 1769-72